# Kaijasaari (ö i Lappland, Norra Lappland, lat 68,89, long 27,18)
Kaijasaari är en ö i Finland. Den ligger i sjön Enare träsk och i kommunen Enare i den ekonomiska regionen Norra Lappland och landskapet Lappland, i den norra delen av landet, 1 000 km norr om huvudstaden Helsingfors. Öns största längd är 30 meter i sydöst-nordvästlig riktning.